# 必殺スペシャル・春 世にも不思議な大仕事 主水と秀 香港・マカオで大あばれ
『必殺スペシャル・春 世にも不思議な大仕事 主水と秀 香港・マカオで大あばれ』（ひっさつスペシャル・はる よにもふしぎなおおしごと もんどとひで ホンコン・マカオでおおあばれ）は、1991年4月5日の金曜日20:00 - 21:48に、ABCと松竹（京都映画撮影所、現・松竹撮影所）が共同製作・テレビ朝日系列で放送された時代劇。主演は藤田まこと。
必殺シリーズの長時間スペシャル第18弾である。

## 概要
朝日放送創立40周年記念として製作。当初はスペインでのロケを予定していたが、湾岸戦争の影響で中止となり、代わって2度目となる香港のロケとなった。ただ、スタッフの間では予算や時間の問題で中止前から「無理」という声があがっており、中止されたことは渡りに船だったという(劇中で誠がさりげにそれについて触れている)。シリーズではこの作品以降完パケがネガテレシネによるVTRマスターとなる。
それまでのスペシャルシリーズで登場していた加代と田中、鬼塚が登場しなくなり、代わりに秀が4年ぶりに復活した。
江戸時代に独裁者殺しを請け負いマカオに渡った主水と秀の活躍と、現代において香港でのツアー中に謎の女性に導かれた二人の子孫との物語を交互に描く。
本作に登場する主水と秀の子孫はかつての『必殺現代版』の子孫とは別人として描かれている。
登場する仕事人は主水と秀の二人だけである。細かい事であるが、主水の服装は何時もの同心の服装に襟巻きでなく一貫して旅着である。殺しに関しても、恐怖の大仕事と同じく必殺スペシャルで主水が脇差しや小刀を使っての殺しを全くせず(抜いてもいない)、一貫して太刀によるチャンバラで殺しを行い、中村主水のテーマで殺しをしない珍しい唯一の作品でもある。秀も何時もの殺し衣装を着ないで、カンフー着で殺しをしている。

## あらすじ
主水と秀は長崎で、混血女性セシリアからマカオの独裁者ディアロの殺しを依頼される。主水がマカオまで向かうことを躊躇しているうちに敵の来襲を受け、セシリアは連れ去られてしまった。
そして150年後、主水の子孫・中村誠は、香港・マカオ3泊4日のパックツアーで、本業の添乗員をしていた。ツアー客の中にはせん・りつの他に、秀の子孫・田村秀夫も参加していた。ツアー中の誠・秀夫は謎の女性によって教会に導かれ、意識がタイムスリップしてしまう。タイムスリップ先は150年前のマカオだった…。

## 登場人物

### 仕事人とその関係者
中村主水
演 - 藤田まこと
長崎で秀が紹介したセシリアからの依頼に躊躇している所へ敵の奇襲に遭い、連れ去られたセシリアを追って船に乗り込んだ所へ銃撃を受け海に転落、マカオへ流れ着く。
飾り職人の秀
演 - 三田村邦彦
マカオで行動している時は半纏ではなくカンフー着を着ていた。殺しの時もカンフー着で遂行した。
中村せん / 中村りつ
演 - 菅井きん / 白木万理
主水の養子先の姑と嫁。
セシリア
演 - 中川安奈
主水に仕事を依頼した、混血の女性。

### マカオの日本人
お仙
演 - 浅茅陽子
主水がマカオで出会った女性。掟柄秀の救出に行こうとしない主水を「薄情だ」と罵った。短筒を武器に主水と秀の大仕事に参加するも、利兵衛の銃弾を浴び息を引き取る。

- 演 - 妹尾洸

- 演 - 井上ユカリ

### ディアロ一派
ディアロ総督
演 - ユベール

呂栄佐久衛門
演 - 上野山功一

利兵衛
演 - 山田吾一

刺客
演 - キラー・カーン（クレジットはキラーカン）

カルロス司教
演 - ハル・ゴールド

### 現代の人物
中村誠
演 - 藤田まこと
ツアーコンダクターで、主水の子孫。
田村秀夫
演 - 三田村邦彦
香港・マカオツアーに参加した男。職業は不明。先祖は仕事人の秀。
中村せん子 / 中村りつ子
演 - 菅井きん / 白木万理
誠の姑と嫁。香港・マカオツアーに参加。
仙石佳子
演 - 浅茅陽子
ラストで誠の旅行代理店に新任の上司としてやってきた女性。
浅井裕吉
演 - 宮尾すすむ
香港で誠が出会った骨董品売りの男。
前島みき
演 - 守谷佳央理
香港・マカオツアーにお忍びで参加していた人気アイドル。

## スタッフ
- 制作 - 山内久司（朝日放送）、櫻井洋三（松竹）
- 脚本 - 吉田剛、中村勝行
- 音楽 - 平尾昌晃
- 監督 - 原田雄一
- ロケ協力 - 香港観光協会、マカオ政府観光局、みろくの里、那智勝浦町観光協会、太地町役場　ほか
- チーフプロデューサー - 奥田哲雄（朝日放送）、桜林甫（松竹）
- プロデューサー - 福永喜夫（朝日放送）、佐々木淳一（松竹）
- 制作協力 - 京都映画撮影所（現・松竹撮影所）
- 制作 - ABC、松竹